# Bad Grund
Bad Grund (Harz) är en kommun i Landkreis Göttingen i förbundslandet Niedersachsen i Tyskland.
Kommunen bildades 1 mars 2013 genom en sammanslagning av Bergstadt Bad Grund och de tidigare kommunerna Badenhausen, Eisdorf, Gittelde och Windhausen.

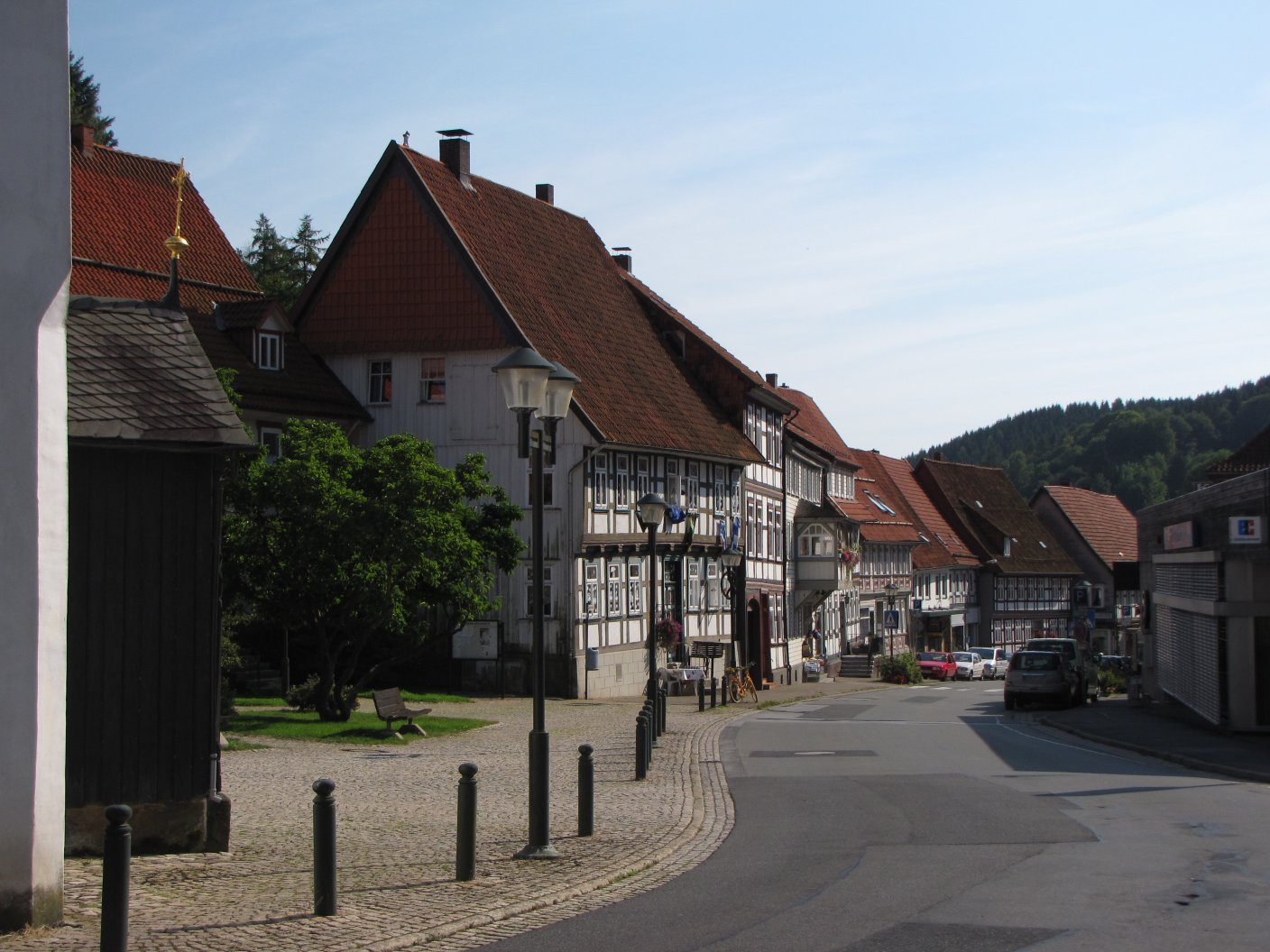